# Montell Griffin
Montell Julian Griffin (Chicago, 6 giugno 1970) è un ex pugile statunitense.
Soprannominato "Ice". È noto soprattutto per i suoi due incontri contro il campione Roy Jones, e il match contro Antonio Tarver.

## Carriera
Dopo essere stato eliminato ai quarti di finale alle Olimpiadi di Barcellona per mano di Torsten May, ha iniziato la sua carriera professionistica nel 1993. 
Dopo aver ottenuto 14 vittorie affronta l'ex campione dei pesi medi e supermedi James Toney. Questi veniva da 44 vittorie e una sola sconfitta contro Roy Jones Jr., Griffin vince ai punti in 12 round. In seguito vince altri 10 incontri e nel 1996 sconfigge nuovamente James Toney. Ciò gli ha dato la possibilità di ottenere un match con l'imbattuto Roy Jones.
Il match, per il titolo WBC dei pesi mediomassimi, si disputa il 21 marzo 1997 al Taj Mahal di Atlantic City. Jones al tempo era considerato imbattibile e ovviamente favorito; Griffin incredibilmente vince, ma per squalifica di Jones che colpì lo sfidante quando veniva contato dall'arbitro. 
Nell'agosto 1997 ci fu la rivincita e Jones se ne sbarazzò in un solo round.
Dopo aver ottenuto 11 vittorie e una sconfitta, Griffin affronta Dariusz Michalczewski per il titolo WBO dei pesi mediomassimi, viene sconfitto per TKO in 4 round. Dopo qualche vittoria, nel 2003 viene battuto in 12 riprese da Antonio Tarver, sempre per il titolo dei mediomassimi. 
Poi continua a combattere ma con risultati altalenanti, ritirandosi a 41 anni nel 2011.